# 765
765 (DCCLXV) var ett normalår som började en tisdag i den julianska kalendern.

## Händelser

### Okänt datum
- Påveprivilegierna återställs i Beneventino och Toscana (och delvis i Spoleto).

## Födda
- Fastrada, drottning av Frankrike.
- Imam Reza, shiaimam.

## Avlidna
- 4 december — Jafar Sadiq, muslimsk vetenskapsman (född 702)
- Kejsar Junnin, av Japan (född 733)
- Wang Changling, kinesisk poet och befattningshavare (född 698)